# Nano (cantante)
Nano (New York, 12 luglio 1988) è una cantante statunitense, di origine giapponese, inizialmente conosciuta per la musica postata su YouTube e Niconico prima di firmare per una casa discografica.

## Biografia
Nano è nata il 12 luglio a New York, negli Stati Uniti d'America, ma si è poi trasferita in Giappone.
Nano postava online cover di canzoni di Vocaloid, anime e Avril Lavigne, prima su YouTube e successivamente sul sito giapponese Niconico. Nano è bilingue e a volte scriveva testi in inglese per le cover, dando loro un tocco occidentale senza perdere lo stile originale. Alla fine ciò ha portato alla firma di contratto con la casa discografica giapponese Flying Dog. L'album di esordio Nanoir uscì il 14 marzo 2012. La prima esibizione live di Nano fu il 16 marzo 2013.
Nano ha registrato diverse canzoni per colonne sonore di anime, come Now or Never per Phi Brain: Kami no Puzzle, No Pain, No Game ed Exist per Btooom!, Savior of Song (feat. My First Story) per Arpeggio of Blue Steel, Born To Be per Mahō sensō, Sable per M3: sono kuroki hagane, Dreamcatcher per Magical Girl Raising Project, Rock On. per Arpeggio of Blue Steel: Ars Nova DC (primo film di Arpeggio of Blue Steel), Bull's Eye per Hidan no Aria, kemurikusa. per la serie omonima.

## Discografia

### Album

#### Album in studio
| Anno | Titolo                             | Miglior posizione classifica Oricon |
| ---- | ---------------------------------- | ----------------------------------- |
| 2012 | Nanoir - Uscito: 14 marzo 2012     | 12                                  |
| 2013 | N - Uscito: 27 febbraio 2013       | 8                                   |
| 2015 | Rock On. - Uscito: 28 gennaio 2015 | 6                                   |

#### Album live
| Anno | Titolo                                       | Miglior posizione classifica Oricon |
| ---- | -------------------------------------------- | ----------------------------------- |
| 2013 | Remember your Color. - Uscito: 5 giugno 2013 | 24                                  |

#### Album remix
| Anno | Titolo                                  | Miglior posizione classifica Oricon |
| ---- | --------------------------------------- | ----------------------------------- |
| 2016 | Nano's Remixes - Uscito: 13 luglio 2016 | 50                                  |

### Singoli
| 2012                                         | "Now or Never" - Uscito: 23 maggio 2012             | 25 | N        |
| 2012                                         | "No Pain, No Game" - Uscito: 10 ottobre 2012        | 11 | N        |
| 2013                                         | "Nevereverland" - Uscito: 6 aprile 2013             | —  | N        |
| 2013                                         | "SAVIOR OF SONG" - Uscito: 30 ottobre 2013          | 10 | Rock on. |
| 2014                                         | "Born to Be" - Uscito: 19 febbraio 2014             | 19 | Rock on. |
| 2014                                         | "INFINITY≠ZERO / SABLE" - Uscito: 23 luglio 2014    | 31 | Rock on. |
| 2015                                         | "Bull's Eye" - Uscito: 28 ottobre 2015              | 29 |          |
| 2016                                         | "DREAMCATCHER" - Uscito: 2 novembre 2016            | 45 |          |
| 2017                                         | "MY LIBERATION / PARAISO" - Uscito: 2 febbraio 2017 |    |          |
| "—" indica nessun piazzamento in classifica. |                                                     |    |          |